# Atlant-Stadion
Das Atlant-Stadion (russisch Стадион «Атлант») in der belarussischen Stadt Nawapolazk wurde 1970 gebaut. Aufgrund von Vorgaben des belarussischen Fußballverbandes wurde das Mehrzweckstadion 2003 renoviert und umgebaut; die alten Holzbänke wichen Kunststoffsitzen. In der Heimspielstätte des FK Naftan Nawapolazk finden 4520 Zuschauer Platz.
Drei Nebenplätze sollen gemäß den Statuten der belarussischen Wyschejschaja Liha den Spielbetrieb sicherstellen. Zwei dieser Plätze haben einen Rasenbelag, auf einem dritten ist Kunstrasen verlegt. Auf allen Nebenplätzen können jeweils etwa 1000 Zuschauer die Spiele verfolgen. – Auf dem Kunstrasenplatz trat Naftan in der Saison 2012 gegen BATE Baryssau an und gewann 1:0. In der Saison 2013 verlor man hier gegen FK Schachzjor Salihorsk mit 0:1.
Außer den Sportveranstaltungen fanden mehrfach Konzerte statt. So traten hier 2003 die russische Rockband Chaif (Чайф), 2009 die russische Rockband Ljube (Любэ) und 2010 der belarussische Pop- und Chansonsänger Alexandr Soloducha (Александр Антонович Солодуха) auf.